# Jack Shea (réalisateur)
Pour les articles homonymes, voir Jack Shea et Shea.
Jack Shea est un réalisateur et producteur américain né le 1er août 1928 à New York, (États-Unis), et mort à Los Angeles (Californie) le 28 avril 2013.

## Filmographie

### Réalisateur
- 1960 : Insight (série télévisée)
- 1965 : O.K. Crackerby! (en) (série télévisée)
- 1966 : It's About Time (série télévisée)
- 1967 : Malibu U. (série télévisée)
- 1968 : Hawaï police d'État (Hawaii Five-O) (série télévisée)
- 1968 : Dayton's Devils
- 1969 : The Glen Campbell Goodtime Hour (série télévisée)
- 1969 : The Monitors (en)
- 1971 : The Strange Monster of Strawberry Cove (TV)
- 1972 : Sanford and Son (série télévisée)
- 1972 : La Famille des collines (The Waltons) (série télévisée)
- 1973 : Love Thy Neighbor (série télévisée)
- 1974 : Good Times[2] (série télévisée)
- 1974 : Apple's Way (en) (série télévisée)
- 1975 : Kate McShane (série télévisée)
- 1978 : In the Beginning (série télévisée)
- 1979 : But Mother! (TV)
- 1982 : Ricky ou la Belle Vie (Silver Spoons) (série télévisée)
- 1986 : Valerie (série télévisée)
- 1987 : The Tortellis (série télévisée)
- 1989 : A Little Bit Strange (TV)
- 1990 : Shades of LA (série télévisée)
- 1990 : The Fanelli Boys (série télévisée)
- 1990 : Going Places (en) (série télévisée)
- 1991 : Sunday Dinner (série télévisée)
- 1994 : Sister, Sister (série télévisée)
- 1996 : Goode Behavior (série télévisée)

### Producteur
- 1974 : Slither (TV)
- 1975 : The Jeffersons (série télévisée)